# سرخس مرداب سیرا
سرخس مرداب سیرا (نام علمی: Thelypteris nevadensis) نام یک گونه از سرده سرخس باتلاقی است.